# گمینا پاوووویچکی
گمینا پاوووویچکی (به لهستانی:  Gmina Pawłowiczki) یک گمینا در لهستان است که در شهرستان کنجژن-کوژله واقع شده‌است. گمینا پاوووویچکی ۱۵۳٫۵۸ کیلومتر مربع مساحت و ۸٬۴۱۳ نفر جمعیت دارد.